# Donatella Di Pietrantonio
Donatella Diz Pietrantonio, nascida em Arsita (província de Teramo) em 5 de janeiro de 1962, é uma escritora italiana.

## Trajetória
Estudou odontologia na Università degli studi dell'Aquila, onde se formou em 1986. Depois exerceu como dentista pedriática em Penne, na província de Pescara.
Em 2011 publicou o seu primeiro romance, Mia madre è um fiume, ambientada na sua terra natal. Também nesse ano publicou o relato Lo sfregio na revista Granta. Em 2013 publicou o seu segundo romance, Bella mia. Ambientada em L'Aquila e influenciada pela terremoto de L'Aquila de 2009, centra na perda e a elaboração do luto. A obra foi candidata ao Prêmio Strega, o maior da literatura italiana.
Em 2017 publicou o seu terceiro romance, A Devolvida (L'Arminuta no original, em dialeto abruzo), ambientada também nos Abruzos. O livro explora o tema de uma relação patológica entre mãe e filha, quando uma menina de 12 anos, que não sabia que as pessoas que chamava de pai e mãe não eram seus pais biológicos, é abrupta e traumaticamente "devolvida" à sua família biológica.

## Obra

### Romances
- Mia madre è um fiume, 2011
- Bella mia, 2013
- A Devolvida (L'Arminuta), 2017
- Borgo Sud, 2020

### Contos
- "Lo sfregio", Granta Itália nº. 2, Rizzoli, 2011